# Paranormal Activity 2
Paranormal Activity 2 är en amerikansk skräckfilm från 2010. Filmen handlar om en familj som installerar säkerhetskameror i sitt hem efter ett inbrott. De fångar då på film en serie paranormala händelser. Filmen regisserades av Kip Williams och är en uppföljare till Paranormal Activity. Filmen utspelar sig före den första filmen. Uppföljaren – Paranormal Activity 3 – kom ut 2011.